# 발광 다이오드
발광 다이오드(發光diode)는 순방향으로 전압을 가했을 때 발광하는 반도체 소자이다. LED(light-emitting diode)라고도 불린다. 발광 원리는 전계 발광 효과를 이용하고 있다. 또한 전력 소모도 현저히 적을뿐더러 수명도 백열등보다 더 길어 그 이용 빈도가 점점 늘어나고 있다.
발광다이오드의 색은 사용되는 재료에 따라서 다르며 자외선 영역에서 가시광선, 적외선 영역까지 발광하는 것을 제조할 수 있다.

## 역사
제너럴 일렉트릭 연구소에서 닉 홀로니악이 1962년에 최초로 빨간색 가시광선을 발광하는 발광 다이오드를 개발하였다.
개발 직후에는 주로 전자 측정 장비의 표시등으로 사용되다가, 1970년대 초반 7세그먼트 표시 장치에 사용되었다. 이후 출력과 색이 다양해지면서. 신호등을 비롯한 다양한 장비에 사용되기 시작했다.
발광 다이오드하면 보통 총알 모양의 T-34/4 램프를 떠올리는데, 이 초창기 LED는 전자 측정 장비 표시등의 모양을 따라 만들었기 때문이었다. 이후 표면 실장 기술(SMT)가 도입되면서 모양이 바뀌었다. 바뀐 모양은 더 나은 열 관리를 가능케 하여, 고휘도의 LED가 나오게 되었다.

## 원리

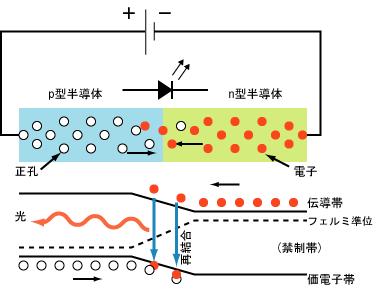
발광 다이오드의 구조와 띠구조의 모식도

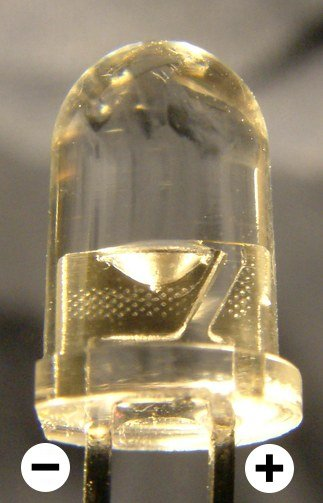
발광 다이오드의 극성

발광 다이오드는 반도체를 이용한 PN 접합이라고 불리는 구조로 만들어져 있다. 발광은 PN 접합에서 전자가 가지는 에너지가 직접 빛 에너지로 변환되기 때문에 거시적으로 열이나 운동에너지를 필요로 하지 않는다. 
전극으로부터 반도체에 주입된 전자와 양공은 다른 에너지띠 (전도띠나 원자가띠)를 흘러 PN 접합부 부근에서 띠틈을 넘어 재결합한다. 재결합할 때 거의 띠틈에 상당한 에너지가 광자, 즉 빛으로 방출된다.

## 전기적 특성
다른 일반적인 다이오드와 동일하게 극성을 가지고 있으며, 캐소드 (음극)에서 애노드 (양극)로 정전압을 가해서 사용한다. 전압이 낮은 동안은 전압을 올려도 거의 전류가 흐르지 않고, 발광도 하지 않는다. 어느 전압 이상이 되면 전압 상승에 대하여 전류가 빠르게 흘러서, 전류량에 비례해서 빛이 발생된다. 이 전압을 순방향 강하전압이라고 하고, 일반적인 다이오드와 비교해서 발광 다이오드는 순방향 강하전압이 높다. 발광색에 따라 다르지만, 빨간색(610 < λ < 760), 오렌지색(590 <λ< 610), 노란색(570 < λ < 590), 초록색(500 < λ < 570)에서는 2.1V 정도이다. 빨간빛을 내지 않는 것은 1.4V 정도이다. 백색(Broad Spectrum)과 파란색(450 < λ < 500)은 3.5V 정도이다. 고출력 제품은 5V 전후인것도 있다.발광할 때 소비 전류는 표시등 용도에서는 수 mA ~ 50 mA정도이지만, 조명 용도에서는 소비 전력이 수W단위의 대출력 발광 다이오드도 판매되고 있어 구동 전류가 1 A를 넘는 제품도 있다.역방향으로 전압을 가하는 경우의 내전압은 일반적인 실리콘 다이오드 보다 더 낮고, 보통은 -5 V 정도이며, 이것을 넘으면 소자가 파괴된다. 따라서, 정류 용도로 사용할 수 있다.

## 물리적 특성
- 구조가 간단하기에, 대량생산이 가능하다.
- 전구처럼 필라멘트를 사용하지 않기에, 소형이고 진동에 강하며 수명이 길다.
- 종류에 따라서, 직접 바라보면 눈에 나쁜 영향을 줄 수 있다.

## 광학적 특성
형광등이나 백열등같은 다른 대다수 광원과 다르게 불필요한 자외선이나 적외선을 포함하지 않는 빛을 간단하게 얻을 수 있다. 그렇기 때문에 자외선에 민감한 문화재나 예술 작품이나 열조사를 꺼리는 물건의 조명에 사용된다. 입력 전압에 대한 응답이 빨라서 통신에도 사용되고, 조명으로 사용할 경우는 점등하자마자 최대 빛의 세기를 얻을 수 있다.

## 사용에 필요한 지식
- 전류의 양에 대하여 빛의 세기가 결정되며 최대 정격전류를 넘으면 소자가 파손되어 수명이 짧아지거나 심할 경우 사용할 수 없게 된다. 정전압으로 구동하면 소자의 격차나 소자 온도에 의한 순방향 강하 전압의 변동으로 전류도 변하므로 기본적으로 전류량을 제어하는 사용법이 추천된다. 발광 다이오드의 순방향 강하 전압보다 높은 접압을 발생하는 직류 전원을 사용해서 직렬로 저항기나 정전류 다이오드를 연결하여 직류를 제한하는 방법이 잘 행해진다.
- 극성이 있으므로 어노드와 캐소드를 반대로 인가했을 경우 발광하지 않는다. 또한 역방향 내전압이 낮으며 파괴되기도 쉽다.
- GaN계열 발광 다이오드는 정전기나 서지 전류에 약하기 때문에 취급에 주의가 필요하다.
- 제품에 따라서 점등로가 필요하다.
- 높은 출력 제품의 대부분은 방열판같은 방열 대책이 필요하다. 적절한 방열이 되지 않을 경우에는 수명이나 성능이 현저하게 떨어지거나 연기나 불꽃으로 인한 화재가 발생될 수 있다.

## 재료
발광되는 빛의 파장 (색)은 PN 접합을 형성하는 소재의 띠틈의 크기와 관련있다. 발광 다이오드는 근적외선이나 가시광선, 자외선에 이르는 파장에 대응하는 띠틈을 가지는 반도체 재료가 이용된다. 일반적으로 발광 다이오드에는 발광재결합 확률이 높은 직접 천이형의 반도체가 적합하고, 일반적인 반도체 재료인 규소 (실리콘)나 게르마늄같은 간접 전이형 반도체에서는 전자나 정공이 재결합할 경우에 빛을 방출하기 어렵다. 그러나 노란색이나 황녹색에 오랫동안 사용되어온 GaAsP계나 GaP계는 도핑한 불순물 준위를 개입시켜 강한 발광을 하는 재료도 있어서 넓게 사용되고 있다.
아래의 소재를 사용하여 다양한 색의 발광 다이오드를 만들 수 있다.
- 알루미늄 갈륨 비소 (AlGaAs) - 적외선, 빨간색
- 갈륨 비소 인 (GaAsP) - 빨간색, 오렌지색, 노란색
- 인듐 질화 갈륨 (InGaN)／질화 갈륨 (GaN)／알루미늄 질화 갈륨 (AlGaN) - （오렌지색, 노란색）녹색, 파란색, 보라색, 자외선
- 인화 갈륨 (GaP) - 빨간색, 노란색, 녹색
- 셀렌화 아연 (ZnSe) - 녹색, 파란색
- 알루미늄 갈륨 인듐 인 (AlGaInP) - 오렌지색, 노란색, 녹색
- 다이아몬드 (C) - 자외선
- 산화 아연(ZnO) - 근 자외선 (개발중)

아래는 기판으로 사용되고 있다.
- 탄화 규소 (SiC) 기판 - 파랑
- 사파이어 (Al2O3) 기판 - 파랑
- 규소 (Si) 기판 - 파랑 (연구 단계)

## 파란색 발광 다이오드
파란색 발광 다이오드는 주로 질화 갈륨 (GaN)을 재료로 하는 파란색 빛을 가진 발광 다이오드다. 일본 화학 회사인 니치아 화학공업 주식회사가 큰 시장 점유율을 가지고 있다. GaN계 화합물을 이용한 발광 다이오드의 개발과 거기에 이어서 파란색 반도체 레이저의 실현으로 자외선부터 완전한 녹색 가시광선 단파장 영역의 반도체 발광소자가 널리 실용화되었다.

### 역사
발광 다이오드는 낮은 전력으로 구동할 수 있는 광원이기 때문에 디스플레이 장치에 응용하는 것을 기대하고 있다. 하지만 1980년대 중순까지 빛의 삼원색에 필요한 빨강색은 실용화되었지만, 파란색은 실용적으로 높은 휘도를 내는 제품은 없다. 그리고 노란녹색은 일찍부터 실용화되었지만 순수한 녹색은 파란색과 같은 GaN계 반도체 재료가 사용되기 때문에 녹색 LED의 실용화는 파란색 LED의 등장 이후이다. 그렇기 때문에 발광 다이오드에 의한 RGB 디스플레이의 구현은 쉽지 않았다.
순수한 파란색 발광의 구현때문에 셀렌화 아연 (ZnSe) 계 화합물이나 탄화 규소 (SiC)를 이용한 연구가 예전부터 행해져 ZnSe계에 의한 파란녹 ~ 녹색 발광 다이오드 개발 이외, SiC의 파란색 발광 다이오드는 낮은 발광 강도로 시판도 되었다. 그러나 이 후에 GaN계 화합물에 의한 발광 다이오드가 급속도로 보급되었기 때문에 현재에는 이러한 재료계의 기술은 흰색 발광소자나 기판같은 용도에만 사용되고 있다.
질화 갈륨을 이용한 고휘도 파란색 LED 개발과 관련돼서 나치아 화학공업의 나카무라 슈지(일본어: 中村修二)가 유명해 졌으며, 기초적인 부분은 나고야 대학(일본어: 名古屋大学)의 이사무(일본어: 赤崎勇) 교수(현재 메이조 대학(일본어: 名城大学) 교수)가 제안한 것이 많다. 고휘도 파란색 LED의 첫 제품화는 나치아 화학공업이었지만 그 전에 도요타 중앙 연구소(일본어: 豊田中央研究所)와 아카사키 (일본어: 赤崎)교수의 협력을 받은 도요타 합성(일본어: 豊田合成) 주식회사에서 먼저 실현된 적도 있어서 "누가 먼저 만들었는가?"라고 하는 물음에 답하는 것은 곤란하다.
2001년 8월에 나카무라 슈지(일본어: 中村修二) (현재 캘리포니아대학 산타 바바라교 교수)가 직무상에서 발명한(특허법에서 직무발명이라고 함) "404 특허"를 놓고서 이전 업무회사인 니치아 화학공업을 제소해서 같은 특허의 원고에게 귀속권 확인내지 양도 대가를 둘러싸고 논쟁이 되었다. "기업과 직무 발명자와의 관계에 대하여 논란이 생긴다"라는 사회 문제도 일으키게 되었다.
2004년 12월에 도호쿠 대학(일본어: 東北大学) 금속재료 연구소의 가와사키 마사시(일본어: 川崎雅司) 교수 (박막 전자재료 화학)의 연구팀은 가격이 저렴한 산화 아연을 이용한 파란색 발광 다이오드 개발에 성공했고, (파란색 LED의 재발명이라고 함) 12월 19일자 영국 과학잡지 네이처 (전자판)에 발표했다. 비싼 질화 갈륨을 대체할 가능성도 있다.
2014년 10월 7일 노벨 물리학상 수상자에 아카사키 이사무 메이조대 교수, 아마노 히로시 나고야 대학 교수, 나카무라 슈지 캘리포니아주립대 교수 등 3명의 일본계 학자가 선정됐다.
스웨덴 왕립 과학 아카데미는 7일(현지시간) 청색 광원을 갖고 더 효율적이고 친환경적인 발광다이오드(LED) 조명을 만들어 인류 생활에 기여한 공로로 이들 세 학자를 노벨 물리학상 수상자로 결정했다고 밝혔다.

## 흰색 발광 다이오드

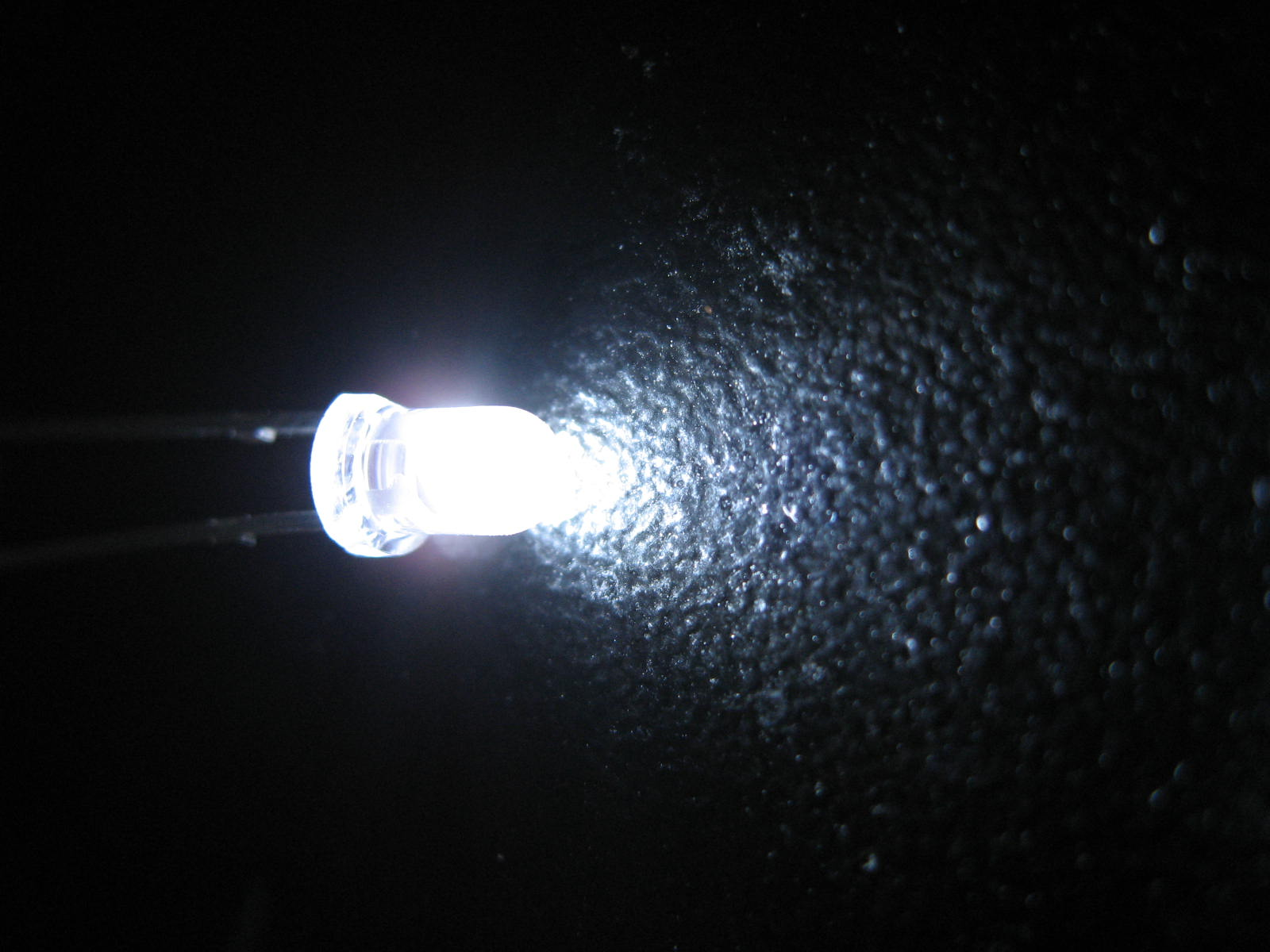
흰색 발광 다이오드

흰색빛은 단색빛이 아니고 연속된 스펙트럼에 따라 구현된 색이기 때문에 발광 다이오드는 기본적으로 좁은 범위의 파장만 발광하므로 단일 소자에서 흰색빛을 발생시킬 수 없다. 거기에서 인간의 눈에는 빛의 삼원색의 혼합이나 보색 관계에 있는 2색 혼합도 흰색으로 보이는 것을 이용하여 흰색빛을 얻는 방법이 몇가지 고안되고 있다. 이후에 "흰색"이란 "인간의 눈에 흰색으로 보이는 빛"을 의미한다.
현재 주 방식은 형광체를 이용하는 방법이고 파란색 발광 다이오드의 제조를 하고 있는 니치아 화학은 원래 형광제의 제조사여서 이 방식을 만족해 하고 있다. 도요타 합성도 같은방식을 사용하고 있다. 발광 부분의 팁은 파란색 발광 다이오드의 물질을 이용하고 그것을 YAG계열의 형광체로 가리면 형광에서 얻을 수 있는 노란색과 투과된 파란색이 합쳐져서 흰색 발광을 얻을 수 있다. 특히 단일의 팁과 패키지만으로
흰색 발광의 구현이 가능하다. 이것이 세계 최초의 흰색 발광 다이오드가 되었다. 세계적으로 충격을 준 파란색 발광 다이오드 발표 이후였기 때문에 흰색 발광 다이오드 구현의 보도는 소극적이었지만 업계에서는 큰 뉴스였다. 그리고 형광체에 따라 원래의 빛보다 긴 파장의 형광을 얻을 수 있어도 반대로 할 수 없기 때문에, 흰색 발광 다이오드의 구현에는 파란색 발광 다이오드의 존재가 꼭 필요했다. 이 형광체 방식을 개발함으로써 흰색 발광 다이오드의 본격적인 보급이 시작되었다.
파란색과 노란색으로 된 흰색빛은 빨간색이 적으며, 이는 조명에 사용했을 때 연색성이 낮아지는 단점이 있다. 특히 빨강 계열의 색 재현성이 나빠진다. (빨간 물체가 덜 빨갛게 보임) 이것은 당시 이용 가능한 형광체 재료가 형광등용의 자외선이 여기되는 것이 주였고, 푸른색이 여기해서 녹색이나 빨간색을 발하는 적절한 형광체가 없었던 것 때문이다. 최근에는 파란색에서 노란색 이외의 색을 발하는 형광체나 보라색 ~ 자외선을 발하는 발광 다이오드가 개발되고 있다. 이에 따라 형광등과 같은 삼원색을 여기 및 발광시켜 연색성을 향상시킨 흰색 발광 다이오드도 등장하고 있다.
(예시1)
그외 흰색 발광의 구현 방법으로 단순하게 빛의 삼원색인 빨간색, 녹색, 파란색의 발광 다이오드의 팁을 이용해 하나의 발광원으로서 흰색을 얻는 방법도 있다. (예시2) 원리 자체는 단순하지만 3개의 팁이 필요하고 보는 각도에 상관없이 균일한 발광색을 얻는 것이 어렵다. 그리고 점등 회로역시 3개의 채널이 필요하다. 하지만 형광체가 발광 다이오드의 팁에서 발열하여 열화되는 문제를 피할 수 있고, 각 발광 다이오드의 광량을 조절하여 임의의 빛깔을 얻을 수 있는 장점이 있다.
발광 다이오드의 특성중 하나인 낮은 소비 전력으로 큰 빛 에너지를 얻을 수 있는 특징으로 조명용으로 주목받고 있다. 그러나 조명으로 적당한 흰색의 고휘도 제품의 구현이 어렵고, 제조에 걸리는 비용이 흰색 전구나 형광등에 비교해 비싸기 때문에 현재에는 간단한 램프 종류의 용도에 머물고 있다. 향후 개발이 진행됨에 따라서 기존의 조명기구를 대체할 것으로 여겨지고 있다.
2015년 1월 현재 여러 LED조명기구들이 여러 종류 개발되어 시판되고 있다. 아직은 일반 형광등, 삼파장 등 기존 조명기구들과는 몇배의 가격차이가 나고 있지만 전기 요금이 적게 들고 교체방법이 간단하여 가정용 조명도 LED로 서서히 바뀌고 있다. 그리고 발광 다이오드의 종류는 하얀색만 있는 것은 아니다. 빨강,초록,노랑 등 다양한 색깔로 되어있다.

## 제조
발광 다이오드의 기본은 PN 접합이지만 실제로 발광 효율을 올리기 위해서 이중 이질접합 구조나 양자 우물접합 구조를 이용하며 기술적으로 반도체 레이저와 공통점이 많다. 제조법은 기판위에 화학기상 성장법을 이용하여 박막을 겹쳐 쌓아가는 방식이 사용된다.

### 제품의 외형

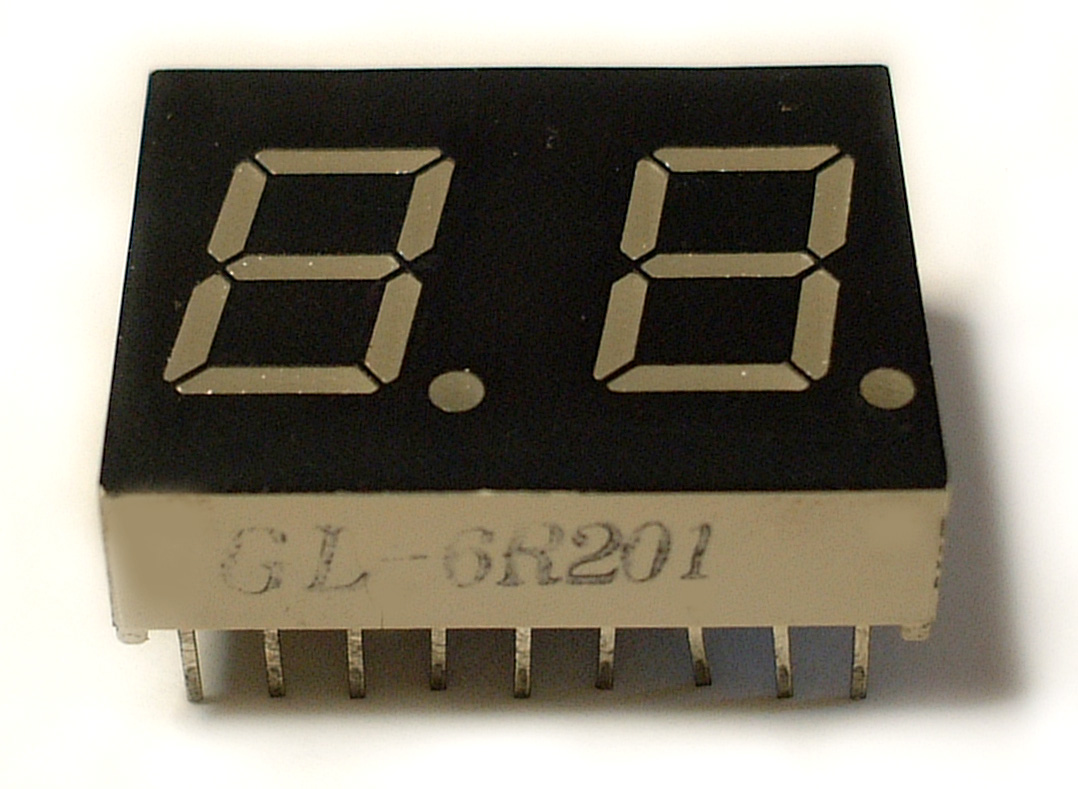
7 세그먼트 2표시 발광 소자

가장 단순한 것은 발광부를 포함하는 투명 수지 부분과 2개의 단자로 구성된다.
여러 가지 색을 내는 발광 다이오드를 내장한 것은 3개 이상의 단자를 가진다.
- 포탄형
- 팁형
- 다 세그먼트(segment)형
  - 7 세그먼트형
  - 14 세그먼트형
  - 매트릭스형

## 응용
소비 전력이 낮고 수명이 길어서 많은 전자기기에 사용되고 있다. 그리고 1개의 소자로 여러 가지 색을 낼 수 있는 구조의 발광 다이오드도 있다. 전자기기의 동작 모드에 따라서 색을 바꿀 수 있게 되어 기기의 소형화에 기여하였다.
초기에는 휘도가 낮았기 때문에 전자기기의 동작 표시등이나 실내 용도에 한정되었지만 빨강이나 녹색의 고휘도 종류의 발광 다이오드가 실용화되고 나서는, 역의 행선지 안내판같은 옥외용 디스플레이 장치에도 사용되었다. 게다가 고휘도의 파란색이나 흰색 발광 다이오드가 생산되고 나서는 경기장의 스크린같은 완전한 색의 대형 디스플레이, 전구 대신한 손전등이나 신호기, 자동차의 방향 표시등이나 미등 같은 다양한 조명에 이용되고 있다. 특히 미등에 사용했을 경우 전구보다 브레이크 페달을 밟은 후 점등할 때까지의 시간이 짧기 때문에 안전성이 향상된다. 또한, 보행자나 다른 운전자가 차량을 쉽게 알아볼 수 있도록 하여, 교통사고를 막아주는 자동차의 주간주행등(daytime running light(lamp))에도 많이 쓰인다. 그리고 철도, 버스의 방향 표시에도 롤지식이나 안내판 대신 사용되고 있다. 실제로 신칸센 N700계 전동차에서 사용된 행선판에서는 풀컬러 LED가 사용되었다. 또 냉음극 형광 램프에서 발생되는 흰색빛을 컬러 필터에 투과해 얻을 수 있는 색깔인 빨강, 녹색, 파랑에 비해서 발광 다이오드가 발생하는 빛이 색순도가 높다. 그렇기 때문에 액정 디스플레이의 백라이트를 냉음극 형광 램프에서 발광 다이오드로 변경하여서 색 재연 범위를 크게 개선할 수 있다. 그러나 발광 다이오드는 점광원이기 때문에 넓은 면적을 조사하려면 얼룩 번짐이 생기기 쉽고, 백라이트용으로는 휴대용 소형 디스플레이에 주로 이용되었다. 대형 디스플레이용 발광 다이오드 백라이트는 2004년 11월에 소니에서 액정 텔레비전이 실용화시켰다. 또한 발광 다이오드 자체의 수명은 길지만 사용 목적에 따라서 수지의 열화에 의한 조도 저하의 진행이 빨리 되기도 하기 때문에 발광 다이오드 교환이 필요한 정도까지 조도가 떨어졌을 때 기판의 교환을 포함하여 대규모 보수가 필요하게 되는 것이 앞으로 풀어야 할 과제이다.

## 같이 보기
- 반도체 물리학
- 이중 이질접합
- 반도체 레이저 (레이저 다이오드)
- 띠구조
- PN 접합
- 전계 발광(Electroluminescence)
- 광기전력 효과
- 전광 게시판
- 광다이오드
- OLED
- AM OLED